# Wolpertswende
Wolpertswende är en kommun (tyska Gemeinde) i Landkreis Ravensburg i förbundslandet Baden-Württemberg i Tyskland.
Kommunen ingår i kommunalförbundet Fronreute-Wolpertswende tillsammans med kommunen Fronreute.